# Nirmal
Nirmal è una suddivisione dell'India, classificata come municipality, di 74.017 abitanti, situata nel distretto di Adilabad, nello stato federato del Telangana. In base al numero di abitanti la città rientra nella classe II (da 50.000 a 99.999 persone).

## Geografia fisica
La città è situata a 19° 6' 0 N e 78° 20' 60 E e ha un'altitudine di 339 m s.l.m..

## Società

### Evoluzione demografica
Al censimento del 2001 la popolazione di Nirmal assommava a 74.017 persone, delle quali 37.230 maschi e 36.787 femmine. I bambini di età inferiore o uguale ai sei anni assommavano a 10.029, dei quali 5.115 maschi e 4.914 femmine. Infine, coloro che erano in grado di saper almeno leggere e scrivere erano 48.020, dei quali 27.408 maschi e 20.612 femmine.